# Parasamoa gressitti
Genre
Espèce
Parasamoa gressitti, unique représentant du genre Parasamoa, est une espèce d'opilions laniatores de la famille des Samoidae.

## Distribution
Cette espèce est endémique de l'État de Pohnpei aux États fédérés de Micronésie. Elle se rencontre sur Pohnpei.

## Description
Le mâle holotype mesure 4 mm.

## Étymologie
Cette espèce est nommée en l'honneur de Judson Linsley Gressitt.

## Publication originale
- Goodnight & Goodnight, 1957 : « Opiliones » Insects of Micronesia., vol. 3, no 2, p. 71–83.